# 9708 Gouka
A 9708 Gouka (ideiglenes jelöléssel 4140 T-3) a Naprendszer kisbolygóövében található aszteroida. Cornelis Johannes van Houten, Ingrid van Houten-Groeneveld és Tom Gehrels fedezte fel 1977. október 16-án.